# Muhu
Muhu (lokalno Muhumaa, njemački: Mohn/Moon) je estonski otok u Baltičkom moru. Površina otoka je 204,86 km² te je treći estonski otok po veličini poslije Saaremaa i Hiiumaa. Otok je odvojen od kopna Estonije tjesnacem Suur (estonski: Moonsund) a od otoka Saaremaa prolazom Väike, u zimi kada se zamrzne Baltičko more na otok se može i cestom preko leda, do otoka Saarema vodi cesta preko nasipa Väinatamm.  
Zajedno sa susjednim manjim otocima Kesselaid, Viirelaid, Võilaid i Suurlaid čini općinu Muhu (estonski: Muhu vald), ruralnu općinu u okrugu Saare. Općina ima 1.822 stanovnika (1. siječnja 2004) i pokriva površinu od 206,12 km². Gustoća naseljenosti je 8,8 stanovnika po km².

## Vanjske poveznice
- Informacije o otoku

### Ostali projekti
|  | Zajednički poslužitelj ima još gradiva o temi Muhu |